# Justin Pierce
Pour les articles homonymes, voir Pierce.
 (mars 2019).
Si vous disposez d'ouvrages ou d'articles de référence ou si vous connaissez des sites web de qualité traitant du thème abordé ici, merci de compléter l'article en donnant les références utiles à sa vérifiabilité et en les liant à la section « Notes et références ».
Justin Pierce est un acteur britannico-américain né le 21 mars 1975 à Londres (Royaume-Uni) et mort le 10 juillet 2000 à Las Vegas (Nevada) par suicide (pendaison).

## Biographie
Alors qu'il fait du skateboard au Washington Square Park à New-York, Pierce est repéré par le réalisateur Larry Clark, qui le recrute pour son film Kids en 1995. Après le succès du film, Pierce gagna un Independent Spirit Award pour son rôle du skater amoral et drogué, Casper, ami de Telly. Peu après, il redéménage à Los Angeles. En 1997, il apparaît dans A Brother's Kiss en tant que Nick Chinlund. Pierce apparaît aussi dans des séries télévision comme La Deuxième chance et la série Malcolm. Il est aussi au casting avec Ice Cube et Mike Epps dans Next Friday en 2000. Il devait reprendre ce rôle dans Friday After Next mais il se suicide juste avant.
Sa dernière apparition à l'écran est dans Looking for Leonard en 2002 et qui sortit donc après sa mort. Le film lui est dédié.

## Filmographie
- 1995 : Kids de Larry Clark : Casper
- 1997 : A Brother's Kiss : Young Lex
- 1997 : La Deuxième chance (First Time Felon) (TV) de Charles S. Dutton : Eddie
- 1998 : Freak Weather : Pizza Guy
- 1998 : Wild Horses : Rookie
- 1998 : Myth America
- 1998 : Too Pure : Leo
- 1999 : Out in Fifty de Bojesse Christopher et Scott Leet : Freddy
- 1999 : Pigeonholed : Devon
- 1999 : The Big Tease (en) : Skateboard Kid
- 2000 : This Is How the World Ends (TV) : Zombie
- 2000 : Next Friday de Steve Carr : Roach
- 2000 : King of the Jungle (en) de Seth Zvi Rosenfeld : Lil' Mafia
- 2000 : BlackMale : Luther Wright
- 2000 : Malcolm (Saison 1, Épisode 3) : Justin
- 2002 : Looking for Leonard de Steven Clark et Matt Bissonnette : Chevy

## Récompenses et nominations

### Récompenses
- 1995 : Independent Spirit Award